# Paulina Rümmelein
Paulina Rümmelein (Monaco di Baviera, 30 gennaio 1998) è un'attrice e doppiatrice tedesca nota per aver prestato la propria voce a Maisie Williams nel ruolo di Arya Stark nella serie televisiva  Il trono di spade.

## Biografia
È doppiatrice figlia d'arte; grazie alla madre Sabine Bohlmann ha iniziato a doppiare già all'età di cinque anni, da allora ha interpretato vari ruoli in serie televisive e film.
Nel 2008 ha debuttato come attrice cinematografica nel ruolo di Bob in Le galline selvatiche e la vita della regista Vivian Naefe, da allora ha recitato principalmente in serie televisive, tra cui Die Bergretter e la serie Liebe, Babys und ein großes Herz.

## Filmografia

### Cinema
- Le galline selvatiche e la vita (Die Wilden Hühner und das Leben) - regia di Vivian Naefe (2009)
- Die Gänsemagd - regia di Sibylle Tafel (2009)

### Televisione
- Liebe, Babys und ein großes Herz - serie TV (2010-2012)
- Suor Pascalina - Nel cuore della fede (Gottes mächtige Dienerin) - regia di Marcus O. Rosenmüller - film TV (2011)
- Un ciclone in convento (Um Himmels Willen) - serie TV (1 episodio) (2013)
- Die Bergretter - serie TV (1 episodio) (2015)
- Dr. Klein - serie TV (1 episodio) (2019)
- Lena Lorenz - serie TV (6 episodi) (2023-in corso)
- Medici in corsia (In aller Freundschaft - Die jungen Ärzte) - serie TV(1 episodio) (2023)
- Inga Lindström - serie TV (2024)

## Doppiaggio
- Maisie Williams in Il Trono di Spade, Doctor Who, Mary Shelley - Un amore immortale, The New Mutants, Two Weeks to Live, Pistol

### Film
- Amandla Stenberg in Colombiana
- Ciara Bravo in Cherry - Innocenza perduta

### Film d'animazione
- Nonoko Yamada in I miei vicini Yamada
- Sora Matsuzaki in La collina dei papaveri
- Mei in Il mio vicino Totoro (doppiaggio 2007)
- Sayaka in Quando c'era Marnie
- Schwi in No Game No Life: Zero
- Sena Koizumi / Sailor Iron Mouse in Pretty Guardian Sailor Moon Cosmos - Il film
- Himi in Il ragazzo e l'airone

### Serie televisive
- Sierra McCormick in A.N.T. Farm - Accademia Nuovi Talenti, Jessie
- Madison Lintz in Bosch, Bosch: l'eredità
- Karley Scott Collins in C' era una volta
- Tiera Skovbye in Streghe
- Olivia Rodrigo in High School Musical: The Musical - La serie
- Phoebe Dynevor in Bridgerton
- Rebecca Coco Edogamhe in Summertime
- Ayo Edebiri in The Bear
- Nia Towle in Il Signore degli Anelli - Gli Anelli del Potere

### Serie televisive d'animazione
- Shiro in No Game No Life
- Violet Evergarden in Violet Evergarden
- Carrot in One Piece
- Luz Noceda in The Owl House - Aspirante strega
- Shinobu Miyake in Lamù
- Jentry Chau in Jentry Chau contro il regno dei demoni